# Periphyllus brevispinosus
Periphyllus brevispinosus är en insektsart som beskrevs av David D. Gillette och Palmer 1930. Periphyllus brevispinosus ingår i släktet Periphyllus och familjen långrörsbladlöss. Inga underarter finns listade i Catalogue of Life.